# Lijst van bewindslieden voor D66
Dit is een alfabetische lijst van bewindslieden voor D66. Het betreft alle politici die voor de Democraten 66 minister of staatssecretaris in een Nederlands kabinet zijn geweest.

## Bewindspersonen D66
| Ambtsbekleders                                 | Ambtsbekleders                  | Ambtsbekleders                                   | Functie(s) / Ministerie                                                           | Functie(s) / Ministerie                                | Termijn                            | Kabinet(ten)  |
| ---------------------------------------------- | ------------------------------- | ------------------------------------------------ | --------------------------------------------------------------------------------- | ------------------------------------------------------ | ---------------------------------- | ------------- |
|                                                |                                 | drs. H.H. (Hayo) Apotheker (1950)                | Minister                                                                          | Landbouw, Natuurbeheer en Visserij                     | 3 augustus 1998 – 7 juni 1999      | Kok II        |
|                                                | E. (Els) Borst                  | dr. E. (Els) Borst (1932–2014)                   | Minister                                                                          | Volksgezondheid, Welzijn en Sport                      | 22 augustus 1994 – 3 augustus 1998 | Kok I         |
| 3 augustus 1998 – 22 juli 2002                 | E. (Els) Borst                  | dr. E. (Els) Borst (1932–2014)                   | Minister                                                                          | Volksgezondheid, Welzijn en Sport                      | Kok II                             |               |
| 3 augustus 1998 – 22 juli 2002                 | E. (Els) Borst                  | dr. E. (Els) Borst (1932–2014)                   | Vicepremier                                                                       | Volksgezondheid, Welzijn en Sport                      | Kok II                             |               |
|                                                | R.H.L.M. (Roger) van Boxtel     | mr. R.H.L.M. (Roger) van Boxtel (1954)           | Minister zonder portefeuille (Grote Steden- en Integratiebeleid)                  | Binnenlandse Zaken en Koninkrijksrelaties              | 3 augustus 1998 – 22 juli 2002     | Kok II        |
| Minister                                       | R.H.L.M. (Roger) van Boxtel     | mr. R.H.L.M. (Roger) van Boxtel (1954)           | 13 maart 2000 – 24 maart 2000                                                     | Binnenlandse Zaken en Koninkrijksrelaties              |                                    | Kok II        |
|                                                | L.J. (Laurens Jan) Brinkhorst   | mr. L.J. (Laurens Jan) Brinkhorst (1937)         | Staatssecretaris                                                                  | Buitenlandse Zaken                                     | 11 mei 1973 – 8 september 1977     | Den Uyl       |
| Minister                                       | L.J. (Laurens Jan) Brinkhorst   | mr. L.J. (Laurens Jan) Brinkhorst (1937)         | Landbouw, Natuurbeheer en Visserij                                                | 9 juni 1999 – 22 juli 2002                             | Kok II                             |               |
| Minister                                       | L.J. (Laurens Jan) Brinkhorst   | mr. L.J. (Laurens Jan) Brinkhorst (1937)         | Economische Zaken                                                                 | 27 mei 2003 – 3 juli 2006                              | Balkenende II                      |               |
| Vicepremier                                    | L.J. (Laurens Jan) Brinkhorst   | mr. L.J. (Laurens Jan) Brinkhorst (1937)         | Economische Zaken                                                                 | 31 maart 2005 – 3 juli 2006                            | Balkenende II                      |               |
|                                                | Th.J.A.M. (Tom) de Bruijn       | drs. Th.J.A.M. (Tom) de Bruijn (1948)            | Minister zonder portefeuille (Buitenlandse Handel en Ontwikkelings- samenwerking) | Buitenlandse Zaken                                     | 10 augustus 2021 – 10 januari 2022 | Rutte III     |
| Minister                                       | Th.J.A.M. (Tom) de Bruijn       | drs. Th.J.A.M. (Tom) de Bruijn (1948)            | 17 september 2021 – 24 september 2021                                             | Buitenlandse Zaken                                     |                                    | Rutte III     |
|                                                | W. (Wim) Dik                    | ir. W. (Wim) Dik (1939–2022)                     | Staatssecretaris                                                                  | Economische Zaken                                      | 11 september 1981 29 mei 1982      | Van Agt II    |
| 29 mei 1982 – 4 november 1982                  | W. (Wim) Dik                    | ir. W. (Wim) Dik (1939–2022)                     | Staatssecretaris                                                                  | Economische Zaken                                      | Van Agt III                        |               |
|                                                | R.H. (Robbert) Dijkgraaf        | dr. R.H. (Robbert) Dijkgraaf (1960)              | Minister                                                                          | Onderwijs, Cultuur en Wetenschap                       | 10 januari 2022 – 2 juli 2024      | Rutte IV      |
|                                                | P.A. (Pia) Dijkstra             | P.A. (Pia) Dijkstra (1954)                       | Minister zonder portefeuille (Medische Zorg)                                      | Volksgezondheid, Welzijn en Sport                      | 2 februari 2024 – 2 juli 2024      | Rutte IV      |
|                                                | I.K. (Ingrid) van Engelshoven   | mr.drs. I.K. (Ingrid) van Engelshoven (1966)     | Minister                                                                          | Onderwijs, Cultuur en Wetenschap                       | 26 oktober 2017 – 10 januari 2022  | Rutte III     |
|                                                | J.F. (Jan) Glastra van Loon     | mr.dr. J.F. (Jan) Glastra van Loon (1920–2001)   | Staatssecretaris                                                                  | Justitie                                               | 13 juni 1973 – 27 mei 1975         | Den Uyl       |
|                                                | A. (Aar) de Goede               | A. (Aar) de Goede (1928–2016)                    | Staatssecretaris                                                                  | Financiën                                              | 11 mei 1973 – 19 december 1977     | Den Uyl       |
|                                                | Th.C. (Thom) de Graaf           | mr. Th.C. (Thom) de Graaf (1957)                 | Minister zonder portefeuille (Bestuurlijke Vernieuwing en Koninkrijksrelaties)    | Binnenlandse Zaken en Koninkrijksrelaties              | 27 mei 2003 – 23 maart 2005        | Balkenende II |
| Vicepremier                                    | Th.C. (Thom) de Graaf           | mr. Th.C. (Thom) de Graaf (1957)                 |                                                                                   | Binnenlandse Zaken en Koninkrijksrelaties              | 27 mei 2003 – 23 maart 2005        | Balkenende II |
|                                                | F.Q. (Fleur) Gräper             | drs. F.Q. (Fleur) Gräper (1974)                  | Staatssecretaris                                                                  | Onderwijs, Cultuur en Wetenschap                       | 12 januari 2024 – 2 juli 2024      | Rutte IV      |
|                                                | J.P.A. (Hans) Gruijters         | drs. J.P.A. (Hans) Gruijters (1931–2005)         | Minister                                                                          | Volkshuisvesting en Ruimtelijke Ordening               | 11 mei 1973 – 19 december 1977     | Den Uyl       |
|                                                | A.C. (Alexandra) van Huffelen   | drs. A.C. (Alexandra) van Huffelen (1968)        | Staatssecretaris                                                                  | Financiën                                              | 29 januari 2020 – 10 januari 2022  | Rutte III     |
| Staatssecretaris                               | A.C. (Alexandra) van Huffelen   | drs. A.C. (Alexandra) van Huffelen (1968)        | Binnenlandse Zaken en Koninkrijksrelaties                                         | 10 januari 2022 – 2 juli 2024                          | Rutte IV                           |               |
|                                                | R.A.A. (Rob) Jetten             | drs. R.A.A. (Rob) Jetten (1987)                  | Minister zonder portefeuille (Klimaat en Energie)                                 | Economische Zaken en Klimaat                           | 10 januari 2022 – 2 juli 2024      | Rutte IV      |
| Minister                                       | R.A.A. (Rob) Jetten             | drs. R.A.A. (Rob) Jetten (1987)                  | Financiën                                                                         | 8 januari 2024 – 12 januari 2024                       |                                    | Rutte IV      |
| Vicepremier                                    | R.A.A. (Rob) Jetten             | drs. R.A.A. (Rob) Jetten (1987)                  | Economische Zaken en Klimaat                                                      | 12 januari 2024 – 2 juli 2024                          |                                    | Rutte IV      |
|                                                | S.A.M. (Sigrid) Kaag            | S.A.M. (Sigrid) Kaag MA, MPhil (1961)            | Minister zonder portefeuille (Buitenlandse Handel en Ontwikkelings- samenwerking) | Buitenlandse Zaken                                     | 26 oktober 2017 – 10 augustus 2021 | Rutte III     |
| Minister                                       | S.A.M. (Sigrid) Kaag            | S.A.M. (Sigrid) Kaag MA, MPhil (1961)            | 13 februari 2018 – 7 maart 2018                                                   | Buitenlandse Zaken                                     |                                    | Rutte III     |
| Minister                                       | S.A.M. (Sigrid) Kaag            | S.A.M. (Sigrid) Kaag MA, MPhil (1961)            | 10 augustus 2021 – 17 september 2021                                              | Buitenlandse Zaken                                     |                                    | Rutte III     |
| Minister                                       | S.A.M. (Sigrid) Kaag            | S.A.M. (Sigrid) Kaag MA, MPhil (1961)            | Financiën                                                                         | 10 januari 2022 – 8 januari 2024                       | Rutte IV                           |               |
| Vicepremier                                    | S.A.M. (Sigrid) Kaag            | S.A.M. (Sigrid) Kaag MA, MPhil (1961)            | Financiën                                                                         | 10 januari 2022 – 8 januari 2024                       | Rutte IV                           |               |
|                                                | J. (Jacob) Kohnstamm            | mr. J. (Jacob) Kohnstamm (1949)                  | Staatssecretaris                                                                  | Binnenlandse Zaken                                     | 22 augustus 1994 – 3 augustus 1998 | Kok I         |
|                                                | W. (Wouter) Koolmees            | drs. W. (Wouter) Koolmees (1977)                 | Minister                                                                          | Sociale Zaken en Werkgelegenheid                       | 26 oktober 2017 – 10 januari 2022  | Rutte III     |
| Vicepremier                                    | W. (Wouter) Koolmees            | drs. W. (Wouter) Koolmees (1977)                 | 1 november 2019 – 14 mei 2020                                                     | Sociale Zaken en Werkgelegenheid                       |                                    | Rutte III     |
|                                                | E.J. (Ernst) Kuipers            | dr. E.J. (Ernst) Kuipers (1959)                  | Minister                                                                          | Volksgezondheid, Welzijn en Sport                      | 10 januari 2022 – 10 januari 2024  | Rutte IV      |
|                                                | M.C. (Medy) van der Laan        | mr. M.C. (Medy) van der Laan (1968)              | Staatssecretaris                                                                  | Onderwijs, Cultuur en Wetenschap                       | 27 mei 2003 – 3 juli 2006          | Balkenende II |
|                                                | J.J. (Ineke) Lambers-Hacquebard | mr. J.J. (Ineke) Lambers- Hacquebard (1946–2014) | Staatssecretaris                                                                  | Volksgezondheid en Milieuhygiëne                       | 11 september 1981 29 mei 1982      | Van Agt II    |
| 29 mei 1982 – 4 november 1982                  | J.J. (Ineke) Lambers-Hacquebard | mr. J.J. (Ineke) Lambers- Hacquebard (1946–2014) | Staatssecretaris                                                                  | Volksgezondheid en Milieuhygiëne                       | Van Agt III                        |               |
|                                                | H.A.F.M.O. (Hans) van Mierlo    | mr. H.A.F.M.O. (Hans) van Mierlo (1931–2010)     | Minister                                                                          | Defensie                                               | 11 september 1981 29 mei 1982      | Van Agt II    |
| 29 mei 1982 – 4 november 1982                  | H.A.F.M.O. (Hans) van Mierlo    | mr. H.A.F.M.O. (Hans) van Mierlo (1931–2010)     | Minister                                                                          | Defensie                                               | Van Agt III                        |               |
| Minister                                       | H.A.F.M.O. (Hans) van Mierlo    | mr. H.A.F.M.O. (Hans) van Mierlo (1931–2010)     | Buitenlandse Zaken                                                                | 22 augustus 1994 – 3 augustus 1998                     | Kok I                              |               |
| Vicepremier                                    | H.A.F.M.O. (Hans) van Mierlo    | mr. H.A.F.M.O. (Hans) van Mierlo (1931–2010)     | Buitenlandse Zaken                                                                | 22 augustus 1994 – 3 augustus 1998                     | Kok I                              |               |
|                                                | A. (Aad) Nuis                   | drs. A. (Aad) Nuis (1933–2007)                   | Staatssecretaris                                                                  | Onderwijs, Cultuur en Wetenschap                       | 22 augustus 1994 – 3 augustus 1998 | Kok I         |
|                                                | E. (Erwin) Nypels               | drs. E. (Erwin) Nypels (1933–2024)               | Minister                                                                          | Volkshuisvesting en Ruimtelijke Ordening               | 29 mei 1982 – 4 november 1982      | Van Agt III   |
|                                                | K.H. (Kajsa) Ollongren          | jkvr.drs. K.H. (Kajsa) Ollongren (1967)          | Minister                                                                          | Binnenlandse Zaken en Koninkrijksrelaties              | 26 oktober 2017 – 1 november 2019  | Rutte III     |
| 14 april 2020 – 10 januari 2022                | K.H. (Kajsa) Ollongren          | jkvr.drs. K.H. (Kajsa) Ollongren (1967)          | Minister                                                                          | Binnenlandse Zaken en Koninkrijksrelaties              |                                    | Rutte III     |
| Vicepremier                                    | K.H. (Kajsa) Ollongren          | jkvr.drs. K.H. (Kajsa) Ollongren (1967)          | 26 oktober 2017 – 1 november 2019                                                 | Binnenlandse Zaken en Koninkrijksrelaties              |                                    | Rutte III     |
| Vicepremier                                    | K.H. (Kajsa) Ollongren          | jkvr.drs. K.H. (Kajsa) Ollongren (1967)          | 14 mei 2020 – 10 januari 2022                                                     | Binnenlandse Zaken en Koninkrijksrelaties              |                                    | Rutte III     |
| Minister                                       | K.H. (Kajsa) Ollongren          | jkvr.drs. K.H. (Kajsa) Ollongren (1967)          | Defensie                                                                          | 10 januari 2022 – 2 juli 2024                          | Rutte IV                           |               |
|                                                | A. (Alexander) Pechtold         | drs. A. (Alexander) Pechtold (1965)              | Minister zonder portefeuille (Bestuurlijke Vernieuwing en Koninkrijksrelaties)    | Binnenlandse Zaken en Koninkrijksrelaties              | 31 maart 2005 – 3 juli 2006        | Balkenende II |
|                                                | M.G. (Max) Rood                 | dr. M.G. (Max) Rood (1927–2001)                  | Minister                                                                          | Binnenlandse Zaken                                     | 29 mei 1982 – 4 November 1982      | Van Agt III   |
|                                                | M. (Michiel) Scheltema          | mr.dr. M. (Michiel) Scheltema (1939)             | Staatssecretaris                                                                  | Justitie                                               | 11 september 1981 29 mei 1982      | Van Agt II    |
| 29 mei 1982 – 4 november 1982                  | M. (Michiel) Scheltema          | mr.dr. M. (Michiel) Scheltema (1939)             | Staatssecretaris                                                                  | Justitie                                               | Van Agt III                        |               |
|                                                | M. (Menno) Snel                 | drs. M. (Menno) Snel (1970)                      | Staatssecretaris                                                                  | Financiën                                              | 26 oktober 2017 – 18 december 2019 | Rutte III     |
|                                                | W. (Winnie) Sorgdrager          | mr. W. (Winnie) Sorgdrager (1948)                | Minister                                                                          | Justitie                                               | 22 augustus 1994 – 3 augustus 1998 | Kok I         |
|                                                | J.C. (Jan) Terlouw              | dr. J.C. (Jan) Terlouw (1931–2025)               | Minister                                                                          | Economische Zaken                                      | 11 september 1981 29 mei 1982      | Van Agt II    |
| Vicepremier                                    | J.C. (Jan) Terlouw              | dr. J.C. (Jan) Terlouw (1931–2025)               |                                                                                   | Economische Zaken                                      | 11 september 1981 29 mei 1982      | Van Agt II    |
| Minister                                       | J.C. (Jan) Terlouw              | dr. J.C. (Jan) Terlouw (1931–2025)               | 29 mei 1982 – 4 november 1982                                                     | Economische Zaken                                      | Van Agt III                        |               |
| Vicepremier                                    | J.C. (Jan) Terlouw              | dr. J.C. (Jan) Terlouw (1931–2025)               | 29 mei 1982 – 4 november 1982                                                     | Economische Zaken                                      | Van Agt III                        |               |
|                                                | D.K.J. (Dick) Tommel            | dr. D.K.J. (Dick) Tommel (1942–2023)             | Staatssecretaris                                                                  | Volkshuisvesting, Ruimtelijke Ordening en Milieubeheer | 22 augustus 1994 – 3 augustus 1998 | Kok I         |
|                                                | G. (Gunay) Uslu                 | dr. G. (Gunay) Uslu (1972)                       | Staatssecretaris                                                                  | Onderwijs, Cultuur en Wetenschap                       | 10 januari 2022 – 1 december 2023  | Rutte IV      |
|                                                | S. (Stientje) van Veldhoven     | drs. S. (Stientje) van Veldhoven (1973)          | Staatssecretaris                                                                  | Infrastructuur en Waterstaat                           | 26 oktober 2017 – 1 november 2019  | Rutte III     |
| 14 april 2020 19 juli 2021                     | S. (Stientje) van Veldhoven     | drs. S. (Stientje) van Veldhoven (1973)          | Staatssecretaris                                                                  | Infrastructuur en Waterstaat                           |                                    | Rutte III     |
| Minister zonder portefeuille (Milieu en Wonen) | S. (Stientje) van Veldhoven     | drs. S. (Stientje) van Veldhoven (1973)          | 1 november 2019 – 14 april 2020                                                   | Infrastructuur en Waterstaat                           |                                    | Rutte III     |
|                                                |                                 | mr. A.E. (Annelies) Verstand (1949)              | Staatssecretaris                                                                  | Sociale Zaken en Werkgelegenheid                       | 3 augustus 1998 – 22 juli 2002     | Kok II        |
|                                                | J.A. (Hans) Vijlbrief           | dr. J.A. (Hans) Vijlbrief (1963)                 | Staatssecretaris                                                                  | Financiën                                              | 29 januari 2020 – 10 januari 2022  | Rutte III     |
| Staatssecretaris                               | J.A. (Hans) Vijlbrief           | dr. J.A. (Hans) Vijlbrief (1963)                 | Economische Zaken en Klimaat                                                      | 10 januari 2022 – 2 juli 2024                          | Rutte IV                           |               |
|                                                | Franc Weerwind                  | F.M. (Franc) Weerwind (1964)                     | Minister zonder portefeuille (Rechtsbescherming)                                  | Justitie en Veiligheid                                 | 10 januari 2022 – 2 juli 2024      | Rutte IV      |
|                                                | Franc Weerwind                  | drs. S.P.R.A. (Steven) van Weyenberg (1973)      | Staatssecretaris                                                                  | Infrastructuur en Waterstaat                           | 10 augustus 2021 – 10 januari 2022 | Rutte III     |
| Staatssecretaris                               | Franc Weerwind                  | drs. S.P.R.A. (Steven) van Weyenberg (1973)      | Onderwijs, Cultuur en Wetenschap                                                  | 6 december 2023 – 12 januari 2024                      | Rutte IV                           |               |
| Minister                                       | Franc Weerwind                  | drs. S.P.R.A. (Steven) van Weyenberg (1973)      | Financiën                                                                         | 12 januari 2024 – 2 juli 2024                          | Rutte IV                           |               |
|                                                | G.J. (Hans) Wijers              | dr. G.J. (Hans) Wijers (1951)                    | Minister                                                                          | Economische Zaken                                      | 22 augustus 1994 – 3 augustus 1998 | Kok I         |
| Minister                                       | G.J. (Hans) Wijers              | dr. G.J. (Hans) Wijers (1951)                    | Financiën                                                                         | 4 juni 1996 – 26 juni 1996                             |                                    | Kok I         |
|                                                | G. (Gerrit) Ybema               | drs. G. (Gerrit) Ybema (1945–2012)               | Staatssecretaris                                                                  | Economische Zaken                                      | 3 augustus 1998 – 22 juli 2002     | Kok II        |
|                                                | H.J. (Henk) Zeevalking          | mr. H.J. (Henk) Zeevalking (1922–2005)           | Staatssecretaris                                                                  | Justitie                                               | 6 juni 1975 – 8 september 1977     | Den Uyl       |
| Minister                                       | H.J. (Henk) Zeevalking          | mr. H.J. (Henk) Zeevalking (1922–2005)           | Verkeer en Waterstaat                                                             | 11 september 1981 29 mei 1982                          | Van Agt II                         |               |
| Minister                                       | H.J. (Henk) Zeevalking          | mr. H.J. (Henk) Zeevalking (1922–2005)           | Verkeer en Waterstaat                                                             | 29 mei 1982 – 4 november 1982                          | Van Agt III                        |               |